# Parafia św. Heleny w Nowym Sączu

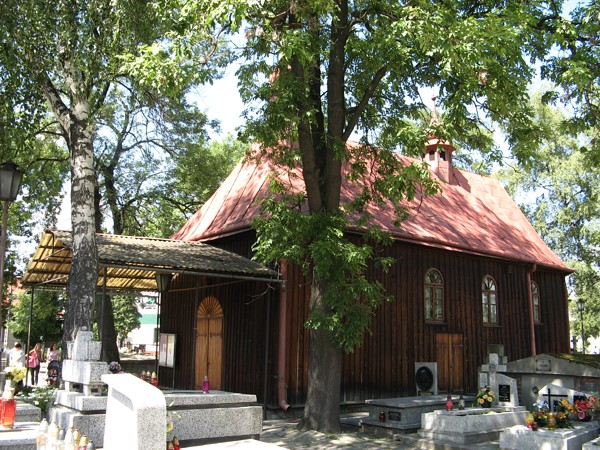
Zabytkowy kościół pod wezwaniem św. Heleny w Nowym Sączu. (Uległ pożarowi w czerwcu 2024)

Parafia św. Heleny w Nowym Sączu – parafia rzymskokatolicka znajdująca się w diecezji tarnowskiej w dekanacie Nowy Sącz Zachód. Do parafii należy administracyjnie dzielnica Helena w Nowym Sączu, część miejscowości Chełmiec (początkowo cała) i miejscowość Mała Wieś. Mieści się przy ulicy Świętej Heleny 44 w Nowym Sączu. Obsługuje ją obecnie pięciu księży diecezjalnych.

## Historia
Parafia erygowana oficjalnie dnia 6 grudnia 1980 roku przez biskupa Jerzego Ablewicza, choć początki wspólnoty sięgają końca lat 70., kiedy z myślą tworzenia parafii w nowej dzielnicy Nowego Sącza - Helena został posłany ks. Jan Pancerz, który został pierwszym proboszczem. Dzięki jego inicjatywie, pomimo wrogości ówczesnych władz, powstał punkt katechetyczny, plebania i nowy kościół pw. św. Krzyża, gdyż dotychczasowy zabytkowy kościół św. Heleny (przed erygowaniem parafii służył jako kaplica cmentarna), nie był wystarczający dla wspólnoty liczącej 5–6 tys. wiernych. Nowy kościół został konsekrowany w dniu 24 września 2006 roku przez biskupa Wiktora Skworca, a ks. Jan Pancerz niedługo po tym wydarzeniu przeszedł na emeryturę. Kolejnym proboszczem od 1 września 2007 roku jest ks. Stanisław Michalik. 15 lutego 2009 roku na rzecz nowo powstałej parafii św. Stanisława Kostki w Niskowej odłączono część Chełmca (fragment przysiółka Gaj oraz ul. Graniczną i część ul. Łącznej).  Od 1 września 2009 parafia prowadzi Katolicką Szkołę Podstawową mieszczącą się w punkcie katechetycznym. 

## Proboszczowie
1. ks. prałat Jan Pancerz 1980–2007
2. ks. kanonik Stanisław Michalik 2007–